# Набіль Бенталеб
Набіль Бенталеб (фр. Nabil Bentaleb, араб. نبيل بن طالب, нар. 24 листопада 1994, Лілль) — французький і алжирський футболіст, півзахисник «Лілля» та збірної Алжиру.

## Клубна кар'єра
Народився 24 листопада 1994 року в французькому місті Лілль в сім'ї вихідців з Алжира. Почав кар'єру в академії місцевого футбольного клубу «Лілль». У 15-річному віці футболіст переїхав у Бельгію, де виступав за юнаків з «Мускрона». Пізніше Бенталєб розповів: «свого часу мене викинули з „Лілля“, так як вважали, що я занадто маленький».

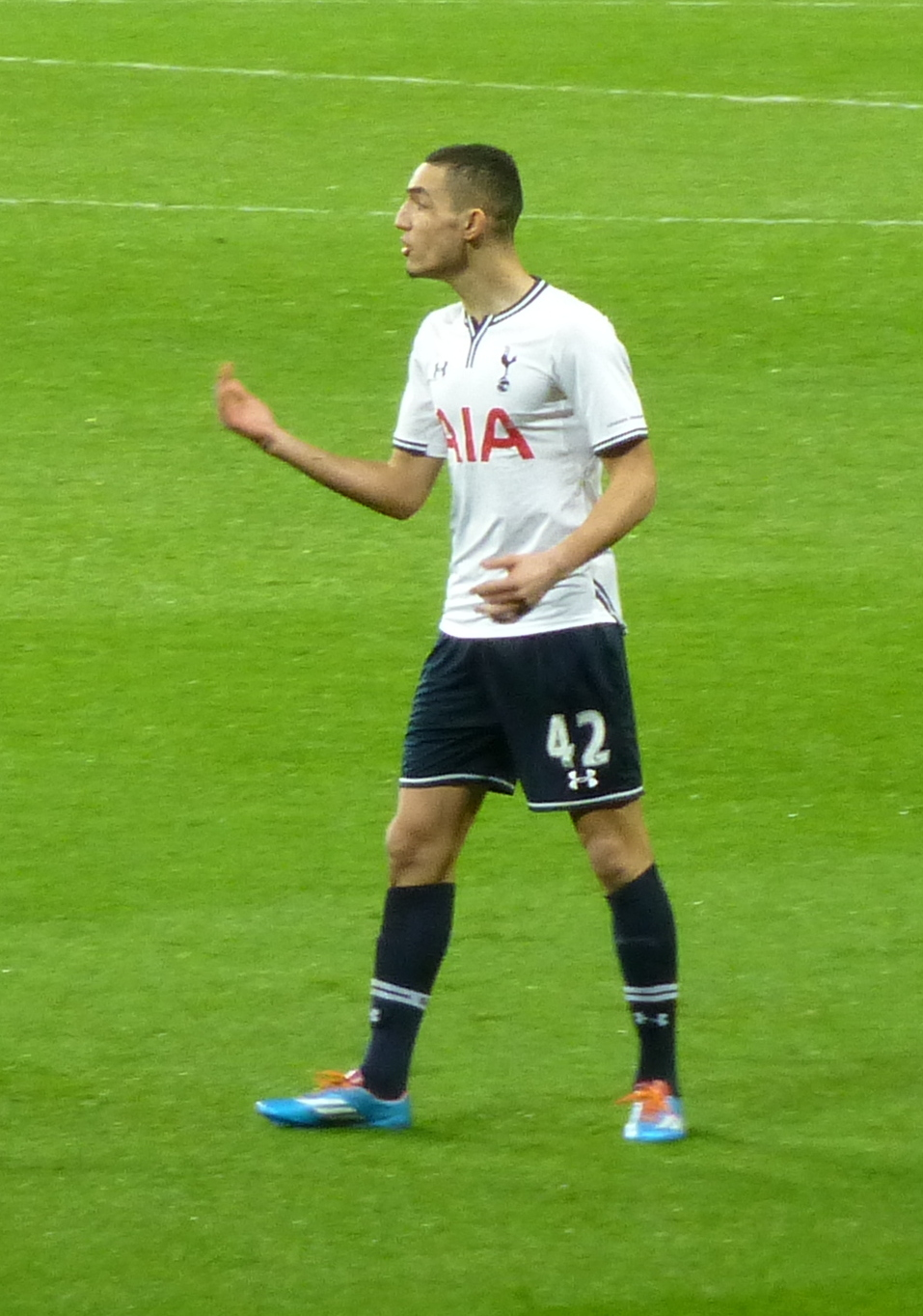
Набіль Бенталєб під час виступів за «Тоттенгем Готспур». 2014 рік.

Рік потому гравець повернувся у Францію і провів два сезони в «Дюнкерку». У 2012 році Бенталєб приїхав на перегляд в «Бірмінгем Сіті». Одночасно на його агента вийшов представник «Тоттенгем Готспур», і півзахисник опинився в Лондоні. Його успіхи в грі за молодіжний склад команди (4 голи в 14 матчах сезону 2012/13) дозволили підписати чотирирічний контракт до 2018 року.
22 грудня 2013 року Бенталєб вперше потрапив в заявку на матч Прем'єр-ліги проти «Саутгемптона». Він дебютував на 50-й хвилині, вийшовши на заміну замість Мусси Дембеле на позиції центрального півзахисника. 4 січня 2014 року футболіст вперше вийшов у стартовому складі «Тоттенгема» в матчі Кубка Англії проти лондонського «Арсенала». Потім у грі проти «Кристал Пелеса» Бенталєб був визнаний гравцем матчу. 20 лютого алжирець дебютував у єврокубках: він вийшов у стартовому складі на матч 1/16 фіналу Ліги Європи проти дніпропетровського «Дніпра». Всього протягом трьох сезонів алжирець провів за «шпор» 46 матчів у Прем'єр-лізі.
25 серпня 2016 року перейшов на правах оренди на сезон у німецький «Шальке 04». У новій команді півзахисник одразу став основним гравцем, тому вже в лютому наступного року німецький клуб підписав з гравцем до 30 червня 2021 року. З гельзенкірхенцями Бенталєб доходив до чвертьфіналу Ліги Європи 2016/17 та 1/8 фіналу Ліги чемпіонів 2018/19, а також став віце-чемпіоном Німеччини 2017/18.
У березні 2019 року Бенталєб був переведений у «Шальке U-23» новим головним тренером Губом Стевенсом «з дисциплінарних причин», а в квітні потрапив до другої команди. У її складі у першій половині сезону 2019/20 він двічі зіграв у матчах Регіоналліги Захід.
21 січня 2020 року Набіль перейшов в англійський «Ньюкасл Юнайтед» на правах оренди до кінця сезону 2019/20 з правом викупу. Бенталєб дебютував за «сорок» в матчі четвертого раунду Кубка Англії проти «Оксфорд Юнайтед», який закінчився внічию з рахунком 0:0. Загалом півзахисник зіграв за команду 12 ігор у Прем'єр-лізі та ще три гри у кубку.
На сезон 2020/21 алжирець повернувся до першої команди «Шальке 04», за яку зіграв 9 ігор у Бундеслізі (6 в старті), а команда наприкінці сезону вилетіла у другу Бундеслігу, після чого Бенталєб покинув клуб у статусі вільного агента після закінчення контракту.

## Виступи за збірні
14 листопада 2012 року Бенталєб дебютував у складі юнацької збірної Франції, вийшовши на заміну в товариському матчі проти однолітків з Німеччини. Цей матч так і залишився для Набіля єдиним у футболці французької збірної.
У січні 2014 року наставник «Тоттенгема» Тім Шервуд запропонував «заграти» футболіста за збірну Англії, однак за правилами це було неможливо.
15 лютого Бенталеб оголосив про своє рішення виступати за команду історичної батьківщини — Алжир. Головний тренер африканської збірної Вахід Халілходжич викликав півзахисника на товариський матч із Словенією 5 березня Бенталєб дебютував у команді, провівши на полі всі 90 хвилин.
У червні 2014 року включений Халілходжичем до складу збірної для участі у фінальному турнірі чемпіонату світу 2014 року. На турнірі взяв участь у трьох матчах — іграх групового турніру проти Бельгії, Кореї і Росії та дійшов з командою до 1/8 фіналу.
Згодом у складі збірної був учасником Кубка африканських націй 2015 року в Екваторіальній Гвінеї та Кубка африканських націй 2017 року в Габоні.